# Paxil·lòsides
Els paxil·lòsides (Paxillosida) són un ordre d'equinoderms asteroïdeus capaços d'excavar en sediments sorrencs. Es caracteritzen per posseir peus ambulacrals en forma de tub i acabats en punta, que s'han interpretat com a primitius per alguns autors.

## Famílies
Conté unes 415 espècies repartides en 8 famílies:
- Família Astropectinidae Gray, 1840 (274 espècies)
- Família Ctenodiscidae Sladen, 1889 (6 espècies)
- Família Goniopectinidae Verrill, 1889 (8 espècies)
- Família Luidiidae Sladen, 1889 (49 espècies)
- Família Paleobenthopectinidae Blake, 1984 † (2 espècies)
- Família Porcellanasteridae Sladen, 1883 (32 espècies)
- Família Pseudarchasteridae Sladen, 1889 (34 espècies)
- Família Radiasteridae Fisher, 1916 (9 espècies)